# Demon in Disguise
| Recensione | Giudizio |
| ---------- | -------- |
| AllMusic   |          |

Demon in Disguise è il secondo album di David Bromberg prodotto nel 1972 dalla Columbia Records.
Contiene sia canzoni registrate in studio, sia pezzi live. Tra questi, la cover della ballata di Jerry Jeff Walker Mr. Bojangles: durante l'esecuzione del brano Bromberg si interrompe e racconta di come l'autore abbia conosciuto il ballerino protagonista della canzone.

## Tracce
Brani composti da David Bromberg, eccetto dove indicato
Lato A
1. Hardworkin' John – 4:00
2. Sharon – 6:07
3. Medley of Irish Fiddle Tunes – 2:10 (Tradizionale, arrangiamento e adattamento di David Bromberg)
4. Diamond Lil – 6:26

Durata totale: 18:43
Lato B
1. Jugband Song – 4:24
2. Demon in Disguise – 5:08
3. Tennessee Waltz – 3:06 (Pee Wee King, Redd Stewart)
4. Mr. Bojangles – 7:30 (Jerry Jeff Walker)
5. Sugar in the Gourd – 1:44 (Tut Taylor)

Durata totale: 21:52
- Brani: A1, A3, B1, B3, B4 e B5, regisitrati dal vivo.

## Musicisti
Hardworkin' John
- David Bromberg - chitarra acustica, voce
- Andy Statman - mandolino
- Ken Kosek - fiddle
- Tom Sheehan - basso

Sharon
- David Bromberg - chitarra elettrica, voce
- Jerry Garcia - chitarra elettrica
- Keith Godchaux - pianoforte
- Steve Burgh - basso
- Andy Statman - sassofono
- Bill Kreutzmann - batteria
- Hilda Harris - accompagnamento vocale
- Joshie Jo Armstead - accompagnamento vocale
- Tasha Thomas - accompagnamento vocale

Medley of Irish Fiddle Tunes
- David Bromberg - chitarra acustica

Diamond Lil
- David Bromberg - chitarra acustica, voce
- David Nichtern - chitarra elettrica
- Jeff Gutcheon - pianoforte
- Steve Burgh - basso
- Steve Mosley - batteria
- Andy McMahon - accompagnamento vocale
- Jack Lee - accompagnamento vocale
- Tracy Nelson - accompagnamento vocale

Jugband Song
- David Bromberg - chitarra acustica, voce
- Jody Stecher - mandolino, accompagnamento vocale
- Willow Scarlett - armonica
- Steve Burgh - basso

Demon in Disguise
- David Bromberg - chitarra acustica, voce
- Jerry Garcia - chitarra elettrica
- Keith Godchaux - pianoforte
- Andy Statman - sassofono tenore
- Phil Lesh - basso
- Bill Kreutzmann - batteria

Tennessee Waltz
- David Bromberg - chitarra elettrica, voce
- Ken Kosek - fiddle
- Andy Statman - mandolino

Mr. Bojangles
- David Bromberg - chitarra acustica, voce
- Steve Burgh - basso

Sugar in the Gourd
- David Bromberg - mandolino
- Andy Statman - mandolino
- Steve Burgh - chitarra acustica
- Ken Kosek - fiddle